# Luka Majcen
Luka Majcen, slovenski nogometaš, * 25. julij 1989.
Majcen je profesionalni nogometaš, ki igra na položaju napadalca. Od leta 2025 je član indijskega kluba Diamond Harbour. Pred tem je igral za slovenske klube Interblock, Livar, Rudar Velenje, Koper, Triglav Kranj, Gorica in Krka ter indijske Churchill Brothers, Bengaluru United, Gokulam Kerala in RoundGlass Punjab. Skupno je v prvi slovenski ligi odigral 261 tekem in dosegel 56 golov. Z Interblockom je osvojil slovenski pokal v letih 2008 in 2009 ter SuperPokal leta 2008. Bil je tudi član slovenske reprezentance do 18, 19, 20 in 21 let.